# Opavský hokejový přebor mužů 2010/2011
Sezóna 2010/2011 opavského okresního přebor mužů v ledním hokeji. Vítězem soutěže se stalo družstvo HC Auto Kuzník

## Účastníci
- HC Buly Centrum Kravaře
- HC Krnov B
- SK Kravaře
- HC AUTO KUZNÍK
- Slavia Malé Hoštice
- HC Lipina Markvartovice
- HC Prajz Hlučín

## Tabulky

### Tabulka ZČ.
| pořadí | Tým                     | zápasy | výhry | remízy | prohry | skóre  | body |
| ------ | ----------------------- | ------ | ----- | ------ | ------ | ------ | ---- |
| 1.     | HC Buly Centrum Kravaře | 12     | 11    | 0      | 1      | 114:33 | 22   |
| 2.     | HC Krnov B              | 12     | 10    | 0      | 2      | 101:32 | 20   |
| 3.     | SK Kravaře              | 12     | 8     | 0      | 4      | 87:51  | 16   |
| 4.     | HC AUTO KUZNÍK          | 12     | 6     | 0      | 6      | 60:45  | 12   |
| 5.     | Slavia Malé Hoštice     | 12     | 4     | 1      | 7      | 55:99  | 9    |
| 6.     | HC Lipina Markvartovice | 12     | 2     | 0      | 10     | 37:79  | 4    |
| 7.     | HC Prajz Hlučín         | 12     | 0     | 1      | 11     | 16:131 | 1    |

### Play out
| domácí                  | hosté                   | výsledek |
| ----------------------- | ----------------------- | -------- |
| Slavia M. Hoštice       | HC PRAJZ Hlučín         | 11:4     |
| HC Lipina Markvartovice | Slavia M. Hoštice       | 9:3      |
| HC Lipina Markvartovice | HC PRAJZ Hlučín         | 4:2      |
| Slavia M. Hoštice       | HC Lipina Markvartovice | 2:5      |
| HC PRAJZ Hlučín         | Slavia M. Hoštice       | 2:8      |

### Play off
semifinále
| domácí          | hosté           | výsledek        |
| --------------- | --------------- | --------------- |
| HC Buly Centrum | HC Auto Kuzník  | 4:2             |
| HC Auto Kuzník  | HC Buly Centrum | 4:3 SN          |
| Buly Centrum    | HC Auto Kuzník  | 3:4 SN          |
| Krnov B         | SK Kravaře      | 13:7            |
| Kravaře         | HC Krnov B      | 0:8 (nedohráno) |

finále
| domácí         | hosté          | výsledek |
| -------------- | -------------- | -------- |
| HC Auto Kuzník | HC Krnov B     | 6:5 SN   |
| HC Krnov B     | HC Auto Kuzník | 1:2 SN   |